# 花瀬駅
花瀬駅（はなせえき）は、かつて鹿児島県日置郡金峰町花瀬（現・南さつま市金峰町花瀬）にあった鹿児島交通知覧線の駅（廃駅）である。

## 歴史
- 1927年（昭和2年）6月1日：薩南中央鉄道開業と共に開業。
- 1943年（昭和18年）4月2日：薩南中央鉄道が南薩鉄道に吸収合併され、同社知覧線の駅となる。
- 1944年（昭和19年）5月17日：駅使用が休止される。
- 1945年（昭和20年）6月11日：休止状態から復帰。
- 1952年（昭和27年）7月10日：駅無人化。
- 1965年（昭和40年）11月15日：知覧線廃止に伴い廃駅。

## 駅構造
地上駅であった。

## 廃止後の現状
駅跡はほとんどわからないが、知覧寄りには花瀬トンネルが残っている。

## 隣の駅
鹿児島交通
知覧線
東阿多駅 - 花瀬駅 - 薩摩白川駅